# Ernst Christoph Homburg
Ernst Christoph Homburg était un poète luthérien né le 1er mars 1607 à Mihla, près d'Eisenach et mort le 27 juin 1681 à Naumbourg (Saale).

## Biographie
Sa vie est peu connue mais on sait qu'il fut étudiant à l'université de Wittemberg à partir de 1632 et se signala ensuite par une plume alerte dans la composition de chansons légères évoquant boissons et gaudriole. Sa maîtrise de la langue allemande lui permit d'intégrer en 1648 la Société des fructifiants ou l’Ordre du Palmier, la plus célèbre des sociétés philologiques et littéraires fondées en Allemagne au XVIIe siècle. On retrouve ensuite sa trace aux Pays-Bas, à Hambourg, à Dresde, à Iéna puis à Naumbourg où il finira sa vie comme greffier des assises et conseiller municipal. Les problèmes de santé qu'il connut avec sa femme le tournèrent vers la religion et, vers 1653-1655, Homburg devint alors un des poètes les plus en vue du moment au point de devenir membre de l'Ordre Swan Elbe, créé par Johann Rist.
Ernst Christoph Homburg a écrit environ 150 hymnes luthériens. Jean-Sébastien Bach en a repris un pour le sixième mouvement de sa cantate BWV 85 et pour l'air spirituel BWV 475. Dietrich Buxtehude en a lui aussi repris certains, notamment pour sa cantate-aria BuxWV62. 

## Sources
- (de) « Homburg, Ernst Christoph », sur deutsche-biographie.de
- (en) Biographie sur Bach-cantatas.com